# Gerd Wotjak
Gerd Wotjak (* 12. Januar 1942 in Pürstein, Reichsgau Sudetenland; † 28. August 2024) war ein deutscher Sprach- und Übersetzungswissenschaftler. Er lehrte von 1980 bis 1990 die spanische Sprache und von 1990 bis 2007 romanistische Sprach- und Übersetzungswissenschaft an der Universität Leipzig.

## Leben und Wirken
Gerd Rainer Wotjak kam 1942, als Sohn des Lehrers Walter Wotjak und dessen Frau Hildegard (geb. Zebisch), zur Welt. Als Schüler besuchte er zunächst die Grundschule in Ditfurt und anschließend die weiterführende Schule in Quedlinburg, wo er 1959 das Abitur ablegte. Von 1959 bis 1964 studierte er Romanistik, Französisch, Spanisch und Rumänisch an der Universität Leipzig. Er promovierte 1968 bei Albrecht Neubert zum Dr. phil. mit einer Dissertation Untersuchungen zur Struktur der Bedeutung: Ein Beitrag zu Gegenstand und Methode der modernen Bedeutungsforschung unter besonderer Berücksichtigung der semantischen Konstituentenanalyse. 1975 promovierte er zusammen mit Wolfgang Lorenz bei Albrecht Neubert und Werner Bahner zum Dr. sc. phil. für Romanische Sprach- und Übersetzungswissenschaft mit der Arbeit Zum Verhältnis von Abbild und Bedeutung. Überlegungen im Grenzfeld zwischen Erkenntnistheorie und Semantik.
Von 1964 bis 1967 war er am Dolmetscher-Institut der Universität Leipzig als wissenschaftlicher Aspirant und anschließend von 1967 bis 1968 als wissenschaftlicher Assistent tätig. Er arbeitete von 1968 bis 1975 als wissenschaftlicher Oberassistent und von 1975 bis 1980 als Dozent an der Universität Leipzig, bevor er im gleichen Jahr als Professor berufen wurde.
Von 1980 bis 1992 war Wotjak als ordentlicher Professor für Spanische Sprache an der Sektion Theoretische und Angewandte Sprachwissenschaft der Universität Leipzig (damals Karl-Marx-Universität) tätig. Im Jahr 1992 wurde Wotjak als Professor neuen Rechts für Romanistische Sprach- und Übersetzungswissenschaft berufen und lehrte bis 2007 am Institut für Angewandte Linguistik und Translatologie der Philologischen Fakultät der Universität Leipzig. Von 1992 bis 1993 war er Gründungsdirektor des Instituts für Romanistik. 1994 wurde er zum Dekan der neu gegründeten Philologischen Fakultät berufen, dieses Amt übte er bis 1996 aus.
Wotjak rief die in regelmäßigen Abständen stattfindenden Internationalen Tagungen zur Hispanistischen Linguistik sowie die Internationalen Leipziger Arbeitstagungen zum romanisch-deutschen und innerromanischen Sprachvergleich ins Leben. Sein breites Forschungsspektrum umfasste die lexikalische Semantik, die Valenztheorie, die Metalexikografie, die integrative Beschreibung des kommunikativen Potenzials lexikalischer Einheiten, Aspekte der Phraseologie mit Schwerpunkt auf der Semantik von idiomatischen Phrasemen und der Spezifik nichtidiomatischer Wortverbindungen sowie theoretische wie praktische Fragen einer kontrastiven Sprachbeschreibung. Zudem beschäftigte sich Wotjak mit translatologischen Fragen und setzte sich für die Berücksichtigung von Grundpostulaten der Leipziger Übersetzungswissenschaftlichen Schule ein. Er untersuchte die translatorische Kompetenz unter besonderer Berücksichtigung der Beziehungen von Kultur, Kognition und Sprache und stellte Überlegungen zu Hilfsmitteln des Übersetzens und Übersetzungsverfahren und -techniken vor.
Mit seinen etwa 300 Beiträgen in nationalen und internationalen Fachzeitschriften, die zu einem guten Teil auf Spanisch verfasst vorliegen, hat er vor allem in der hispanistischen Fachwelt gewirkt, aber darüber hinaus auch unter romanistischen, germanistischen und allgemeinen Linguisten und Translatologen einen Beitrag zur wissenschaftlichen Diskussion aktueller theoretischer Probleme geleistet. Zudem hat Wotjak als Co-Direktor der neu ins Leben gerufenen Fachpublikation Lingüística Iberoamericana und als Herausgeber zahlreicher Sammelbände und der bereits 100 Bände umfassenden Reihe Studien zur romanischen Sprachwissenschaft und interkulturellen Kommunikation zur Verbreitung hispanistischer Studien, darunter zahlreiche Dissertationen, beigetragen. Sein verdienstvolles Wirken für das Spanische wurde 2005 seitens der Universität Salamanca durch die Verleihung des international bekannten Premio „Elio Antonio de Nebrija“ geehrt.
Er war mit der Sprachwissenschaftlerin Barbara Wotjak verheiratet.

## Publikationen (Auswahl)

### Monographien und Nachschlagewerke
- Untersuchungen zur Struktur der Bedeutung. Akademieverlag, Berlin / Hueber-Verlag, München 1971; 2. erweiterte Auflage 1977.
- mit Wolfgang Lorenz: Zum Verhältnis von Abbild und Bedeutung. Akademieverlag, Berlin 1977.
- Gerd Wotjak, Ulf Herrmann (unter Mitarbeit von Roquelina Beldarraín und Mario Medina): Typische Fehler Spanisch. 3. überarbeitete und ergänzte Version von Kleines Wörterbuch der „falschen Freunde“ Deutsch-Spanisch / Spanisch-Deutsch. Langenscheidt, Berlin/München/Leipzig/Wien/Zürich/New York 1993.
- Las lenguas, ventanas que dan al mundo. Servicio de publicaciones, Universidad de Salamanca 2006.

### Artikel in Fachpublikationen
- Interkulturelles Wissen und Übersetzen. In: Revista de Filología Germánica. no. 1. Complutense, Madrid 1993, S. 181–196.
- Problem-Solving Strategies in Translation. In: Wolfgang Lörscher (Hrsg.): Translation Studies in Germany, Ilha do Desterro, no. 33 (Juli/Dezember 1997). Florianópolis (Brasilien); ISSN 0101-4846, S. 99–114.
- Die Leipziger Übersetzungswissenschaftliche Schule – Anmerkungen eines Zeitzeugen. In: Lew N. Zybatow (Hrsg.): Translation zwischen Theorie und Praxis. Innsbrucker Ringvorlesungen zur Translationswissenschaft I (= Forum Translationswissenschaft, Band 1). Peter Lang, Frankfurt am Main 2002, S. 87–119.
- Kognitive und kulturelle Aspekte des Übersetzens. In: Revista del Centro de Investigación en Traducción. Facultad de Lenguas, Universidad de Córdoba (Argentinien), Nr. 1, 2009, S. 17–56.
- Übersetzen als zweisprachig vermittelte transkulturelle Kommunikation. In: Vahram Atayan, Ursula Wienen (Hrsg.): Sprache – Rhetorik – Translation. Festschrift für Alberto Gil zu seinem 60. Geburtstag. Peter Lang, Frankfurt am Main et al. 2012, S. 411–430.
- Le lexique – reflet et mémoire des relations transculturelles. In: Les enjeux de l’intercompréhension The stakes of intercomprehension (coord. par Eric Castagne). CIRLLEP EA 3794/urca. 2005–2007, ISBN 978-2-915271-17-1, S. 279–298.
- Semántica léxica y sintaxis: verbos en la encrucijada entre pragmática y cognición. En Giammatteo M. y H. Albano (coords.) In: Signo y Seña, Revista del Instituto de Lingüística, vol. XV: El léxico en la interfaz sintaxis-semántica. Facultad de Filosofía y Letras, Universidad de Buenos Aires 2007, S. 43–74. ISSN 0327-8956
- Überlegungen zum syntagmatisch-kombinatorischen Potenzial lexikalischer Einheiten (LE). In: Hartmut E. H. Lenk, Maik Walter (Hrsg.): Wahlverwandtschaften: Valenzen – Verben – Varietäten (= Reihe Germanistische Linguistik. 188–189). Olms-Verlag, Hildesheim 2007, S. 165–182.
- Wie den Textsortenkonventionen auf die Schliche kommen? In: Volker Fuchs, Sonja Kleinke, Kerstin Störl (Hrsg.): Stil ist überall – aber wie bekomme ich ihn zu fassen? Peter Lang Verlag, Frankfurt am Main 2007, ISBN 978-3-631-56115-7, S. 69–89 (= Stil: Kreativität – Variation – Komparation, Bd. 1).
- Functional Lexicology und Zweiebenensemantik. In: Cornelia Döll, Sybille Große, Christine Hundt, Axel Schönberger (Hrsg.): De arte grammatica. Festschrift für Eberhard Gärtner zu seinem 65. Geburtstag. Valentin, Frankfurt am Main 2010, ISBN 978-3-936132-30-4, S. 479–512.
- Was leistet das Verb zur Konstituierung des Textsinns? Mit Beispielen aus ausgewählten Fachtexten. In Hans P. Krings, Felix Mayer (Hrsg.): Sprachenvielfalt im Kontext von Fachkommunikation. Übersetzung und Fremdsprachenunterricht. Frank&Timme, Berlin 2008, ISBN 978-3-86596-192-1, S. 47–60 (= Forum für Fachsprachen-Forschung. Bd. 83).
- Un hueso duro de roer: El significado léxico. Enfoques y sugerencias para su descripción. In: Maria Iliescu, Heidi M. Siller-Runggaldier, Paul Danler (Hrsg.): Actes du XXVe Congrès International de Philologie Romanes Innsbruck 2007. de Gruyter, Berlin 2010, Bd. 1, S. 119–152.

### Herausgeberschaften
- Teoría del campo y semántica léxica / Théories du champ et sémantique lexicale. „Studien zur romanischen Sprachwissenschaft und interkulturellen Kommunikation“, No. 1, Peter Lang, Frankfurt am Main 1998. 354 S., ISBN 3-631-34026-5
- Gerd Wotjak, Heide Schmidt (Hrsg.): Modelle der Translation / Models of Translation. Festschrift zum 65. Geburtstag von Albrecht Neubert. Vervuert-Verlag, Frankfurt am Main 1997.
- mit Eberhard Fleischmann, Peter Axel Schmitt (Hrsg.): Translationskompetenz. Akten von LICTRA 2001. Stauffenburg, Tübingen 2004, ISBN 978-3-86057-253-5.
- 50 Jahre Leipziger Übersetzungswissenschaftliche Schule. Eine Rückschau anhand von ausgewählten Schriften und Textpassagen. Peter Lang Verlag, Frankfurt am Main 2006, ISBN 3-631-55817-1 (= Leipziger Studien zur angewandten Linguistik und Translatologie, Bd. 1).
- Quo vadis Translatologie? Ein halbes Jahrhundert universitäre Ausbildung von Dolmetschern und Übersetzern in Leipzig. Rückschau, Zwischenbilanz und Perspektiven aus der Außensicht. Wiss. Verlag Frank & Timme, Berlin 2007, ISBN 978-3-86596-040-5.
- mit Carsten Sinner, Linus Jung, José Juan Batista (Hrsg.): La Escuela Traductológica de Leipzig: sus inicios – su credo y su florecer (1965–1985). Peter Lang, Frankfurt am Main u. a. 2013 (= Studien zur romanischen Sprachwissenschaft und interkulturellen Kommunikation, 90).

### Wissenschaftliche Ehrungen
- Martina Emsel, Andreas Hellfayer (Hrsg.): Brückenschlag: Beiträge zur Romanistik und Translatologie, Gerd Wotjak zum 60. Geburtstag. Peter Lang, Frankfurt am Main 2003.
- Juan Cuartero Otal, Martina Emsel (Hrsg.): Vernetzungen. Bedeutung in Wort, Satz und Text. Feschrift für Gerd Wotjak zum 65. Geburtstag. Band 1. Peter Lang, Frankfurt am Main 2007.
- Martina Emsel, Juan Cuartero Otal (Hrsg.): Brücken. Übersetzen und Interkulturelle Kommunikation. Festschrift für Gerd Wotjak zum 65. Geburtstag. Band 2. Peter Lang, Frankfurt am Main 2007.
- Klaus Dieter Baumann (Hrsg.): Translatologie aus integrativer Sicht: übersetzungswissenschaftliche Analysen zwischen System und Globalität. (Ehrenkolloquium für Gerd Wotjak) Kovač, Hamburg 2009.
- Linus Jung (Hrsg.): Übersetzen als interdisziplinäre Herausforderung. Ausgewählte Schriften von Gerd Wotjak. Peter Lang, Frankfurt am Main 2012 (= Leipziger Studien zur angewandten Linguistik und Translatologie, 13).

## Auszeichnungen
- 1980 Ehrenmedaille der Universität Havanna, Kuba[2]
- 2001 Cátedro honorfica „Juan de Valdés“, Universidad de Valladolid, Spanien[2]
- 2005 Preis “Elio Antonio de Nebrija”, Universidad de Salamanca, Spanien[2]